# Pabellón de Serbia en la Bienal de Venecia
El Pabellón de Serbia en la Bienal de Venecia es un espacio artístico ubicado en la ciudad de Venecia con motivo de la Bienal de Venecia. El pabellón fue diseñado por Brenno Del Giudice en 1932 y construido en 1938 como parte de un complejo en la isla Santa Elena de Giardini. Los edificios, originalmente asignados a Suecia y Grecia, fueron transferidos respectivamente a Yugoslavia y Rumania. Más tarde, Yugoslavia adoptó el nombre de Serbia.

## Expositores
- 2012 - Marija Mikovic, Marija Strajnic, Olga Lazarevic, Janko Tadic, Nebojsa Stevanovic, Milos Zivkovic, Aleksandar Ristovic, Nikola Andonov, Milan Dragic y Marko Marovic
- 2015 - Ivan Grubanov (Comisario: Lidija Merenik)
- 2017 - Milena Dragicevic, Vladislav Scepanovic y Dragan Zdravkovic (Comisario: Nikola Suica)